# Taboadela
Taboadela ist ein Ort und eine Gemeinde im Nordwesten Spaniens mit 1.488 Einwohnern (Stand: 2024). Sie liegt in der Provinz Ourense, innerhalb der Autonomen Region Galicien.

## Lage
Taboadela liegt etwa 13 Kilometer südsüdöstlich von Ourense in einer Höhe von ca. 385 m.

## Bevölkerungsentwicklung der Gemeinde
Quelle: INE-Archiv – grafische Aufarbeitung für Wikipedia
Die kontinuierliche Bevölkerungsrückgang in der zweiten Hälfte des 20. Jahrhunderts ist im Wesentlichen auf die Mechanisierung der Landwirtschaft und den damit einhergehenden Verlust an Arbeitsplätzen zurückzuführen.

## Gemeindegliederung
Die Gemeinde Taboadela ist in sieben Parroquias gegliedert:
| Parroquias         | Patrozinium | Einwohner 2024 | Fläche km² | Dichte Einw./km² | Höhe msnm | Ortskennzahl |
| ------------------ | ----------- | -------------- | ---------- | ---------------- | --------- | ------------ |
| O Mesón de Calvos  | Santa María | 287            | 3,49       | 82               | 0         | 32079010000  |
| A Mezquita         | San Pedro   | 17             | 0,08       | 213              | 0         | 32079020000  |
| Santiago da Rabeda | Santiago    | 311            | 5,82       | 53               | 356       | 32079030000  |
| Soutomaior         | Santiago    | 195            | 4,07       | 48               | 547       | 32079040000  |
| Taboadela          | San Miguel  | 293            | 4,50       | 65               | 386       | 32079050000  |
| Torán              | Santa María | 129            | 2,77       | 47               | 465       | 32079070000  |
| A Touza            | San Xurxo   | 272            | 4,46       | 61               | 411       | 32079060000  |

## Wirtschaft
| Ackerbau, Viehzucht und Fischerei                                                  | 020 | 03,51  |
| Industrie                                                                          | 119 | 020,91 |
| Bauwirtschaft                                                                      | 043 | 07,56  |
| Dienstleistungsbetriebe                                                            | 387 | 068,01 |
| Total                                                                              | 569 | 100,00 |
| * Daten aus dem Statistischen Amt für Wirtschaftliche Entwicklung in Galicien, IGE |     |        |

## Sehenswürdigkeiten
- Turm von Torán als Rest einer Burganlage
- Georgskirche in Touza
- Jakobuskirche in Rabeda
- Jakobuskirche in Sotomayor
- Marienkirche von Mesón de Calvos
- Marienkirche von Torán
- Michaeliskirche von Taboadela
- Rathaus

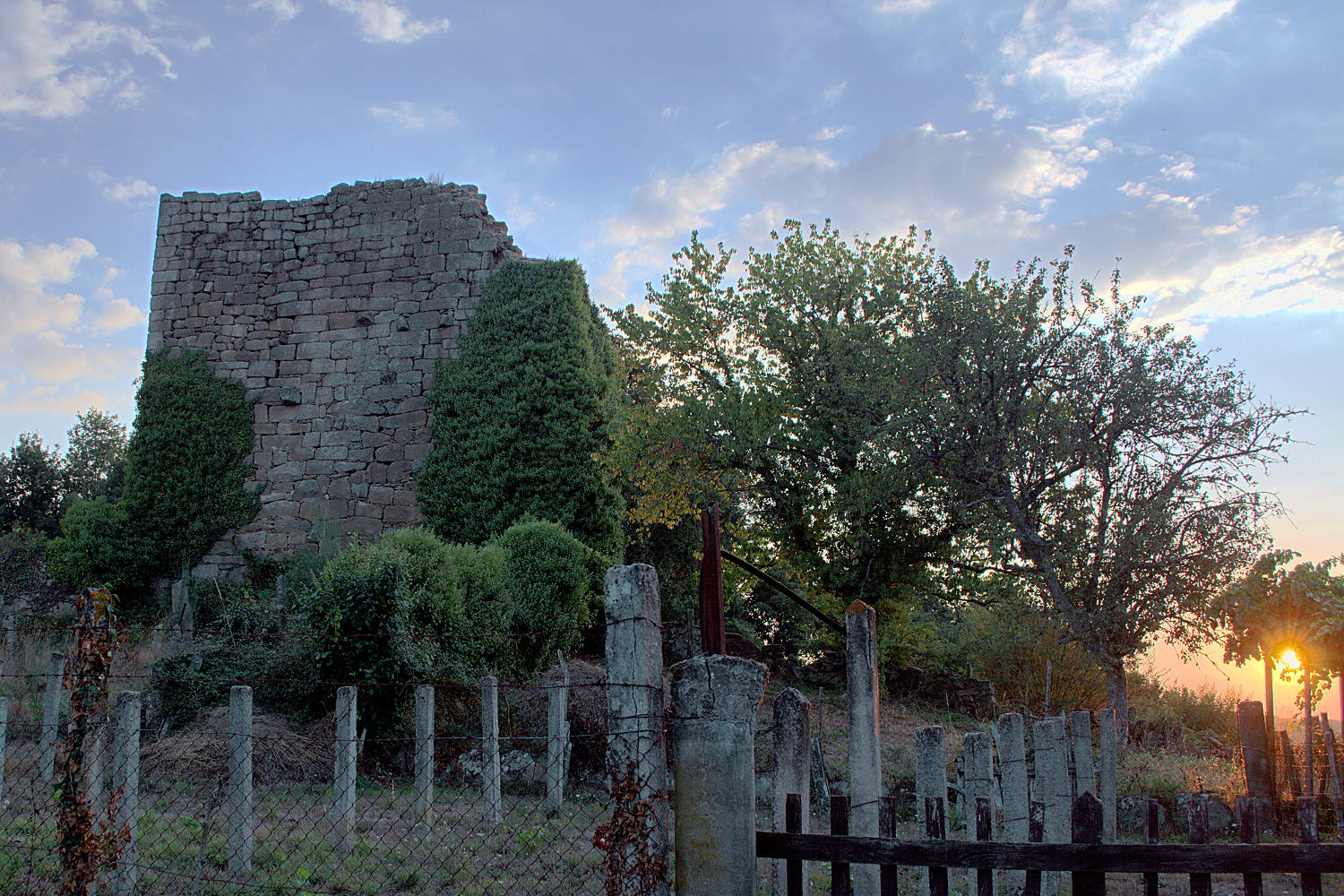
Turm von Torán
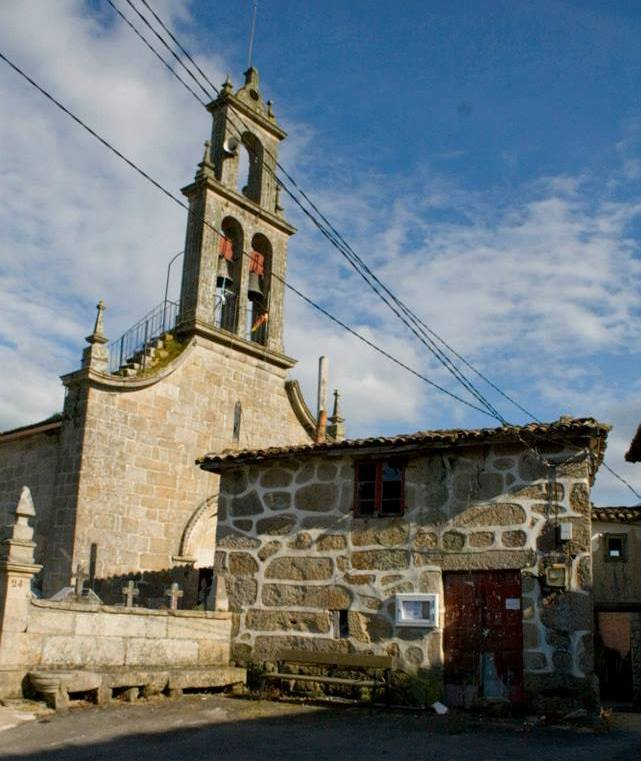
Georgskirche
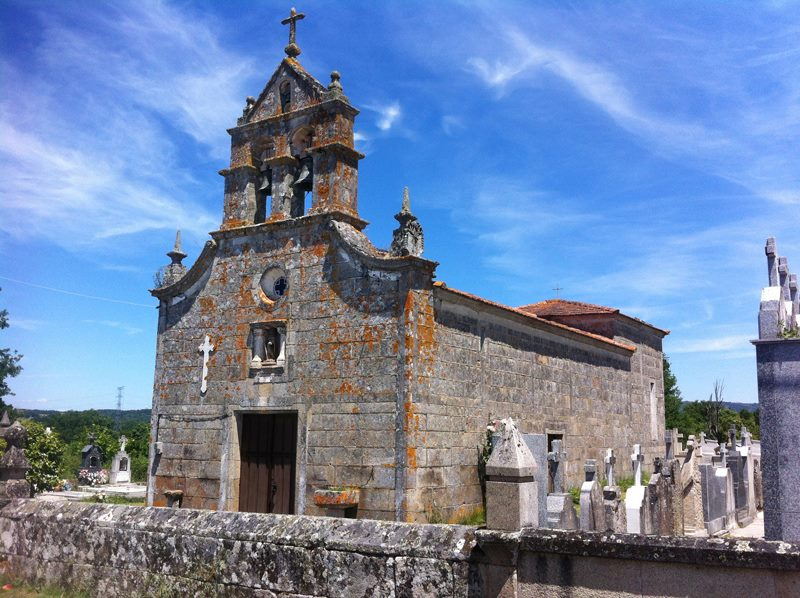
Jakobuskirche in Rabeda
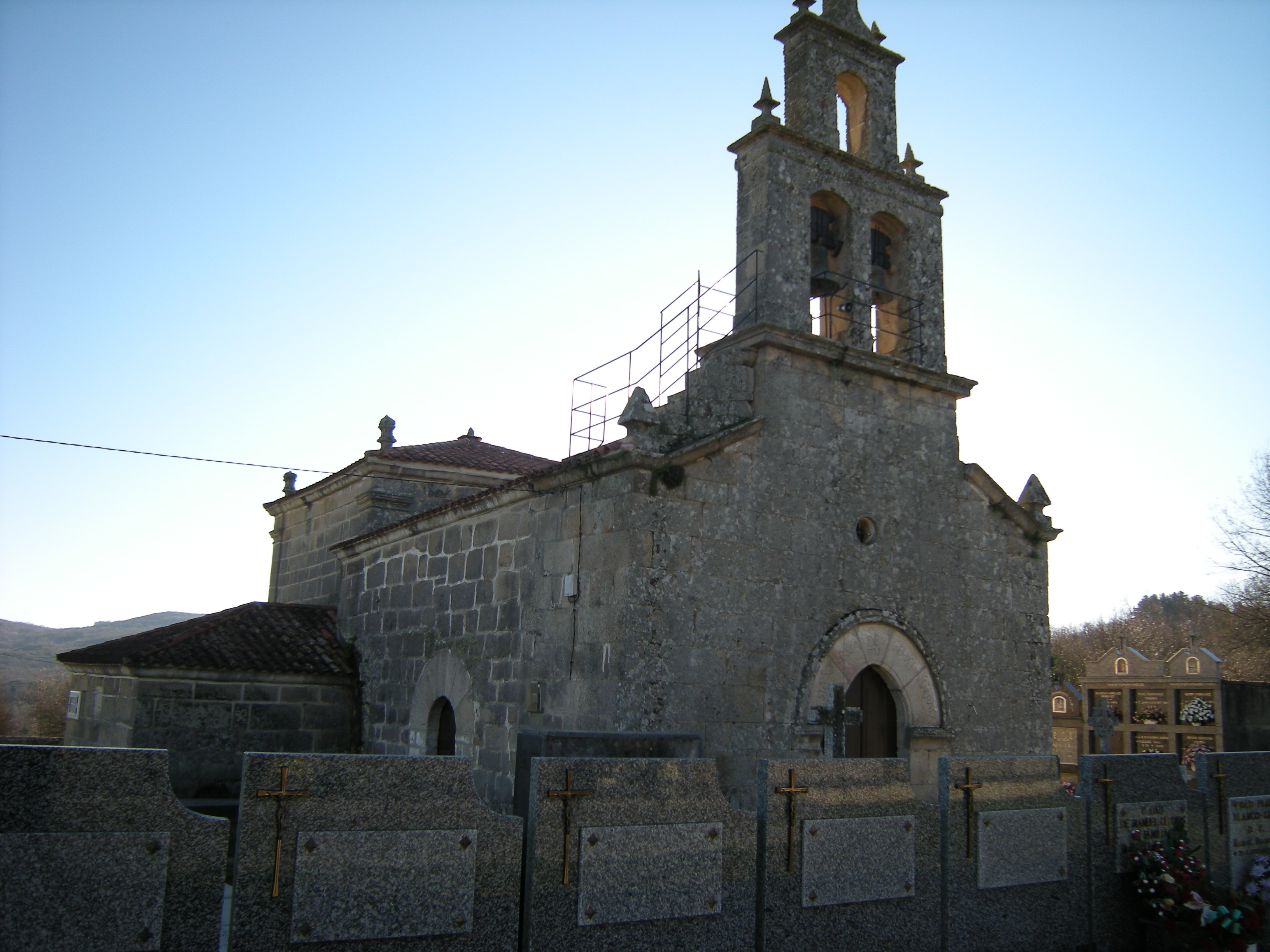
Jakobuskirche in Sotomayor
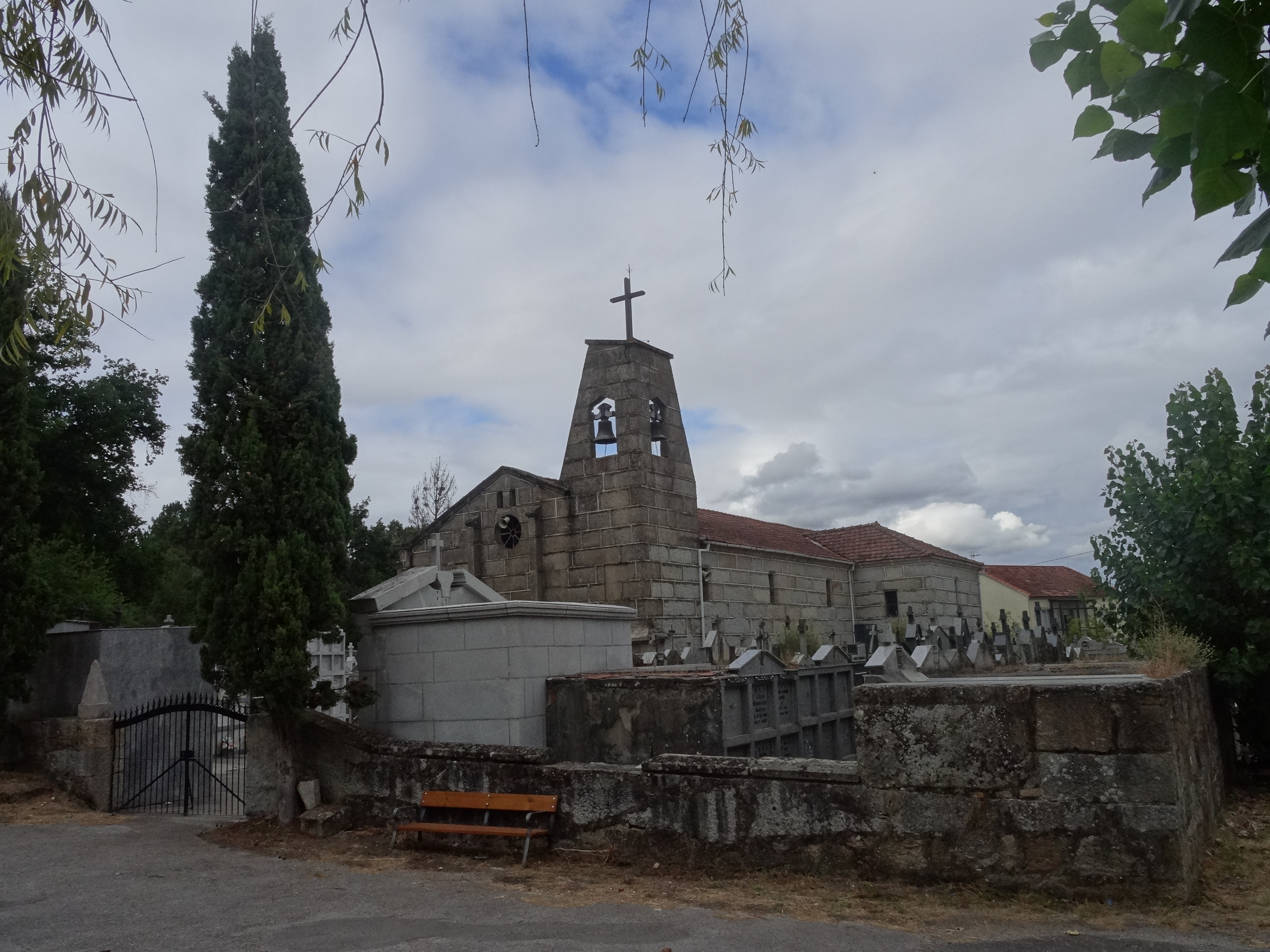
Marienkirche in Mesón de Calvos
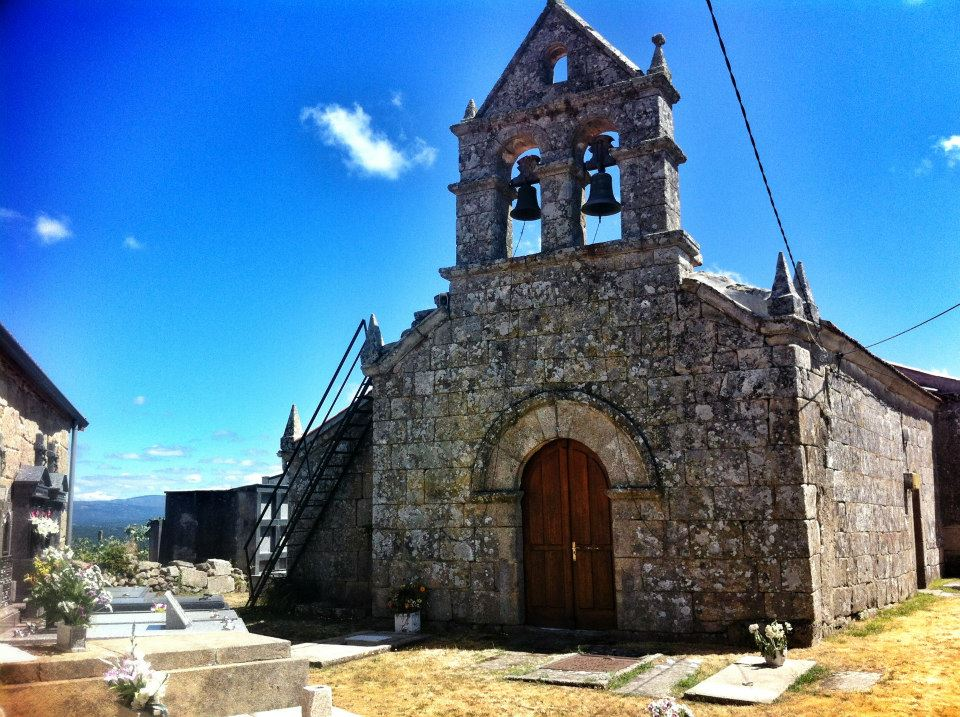
Marienkirche in Torán
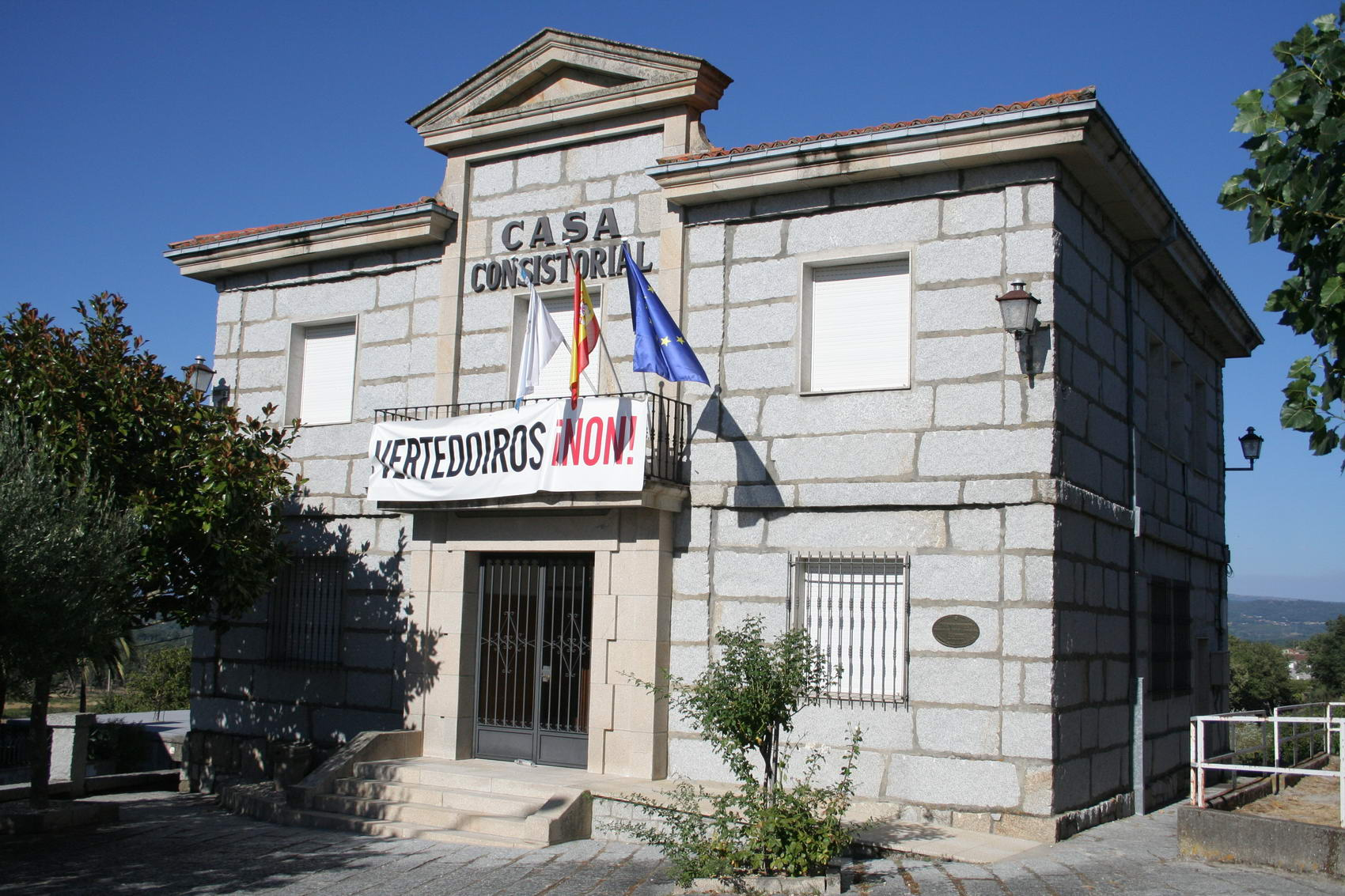
Rathaus